# Hasslöv
Hasslöv – miejscowość (tätort) w Szwecji, w regionie administracyjnym (län) Halland, w gminie Laholm.
Najbardziej znanym w Hasslöv jest Lugnarohögen (kurhan z grobowcem sprzed ok. 3 tys. lat) z epoki brązu.